# Sísifo (Tiziano)
Sísifo es un cuadro del pintor Tiziano, realizado entre 1548 y 1549, que se encuentra en el Museo del Prado. Forma parte de una serie de cuatro cuadros encargados a Tiziano por María de Austria, hermana de Carlos V, que debían decorar las paredes de su palacio en Binche y con el tema de Los Condenados o Las Furias, consistía en los denominados Ticio, Tántalo e Ixión, perdidos los dos últimos en el incendio del Alcázar de Madrid de 1734.

## El tema
Sísifo era rey de Éfira (antiguo nombre de Corinto) y por revelar que Zeus había secuestrado a Egina, el dios griego le castigó en el Hades a hacer rodar con su cabeza y empujando una gran roca cuesta arriba, que continuamente se precipitaba hacia abajo.

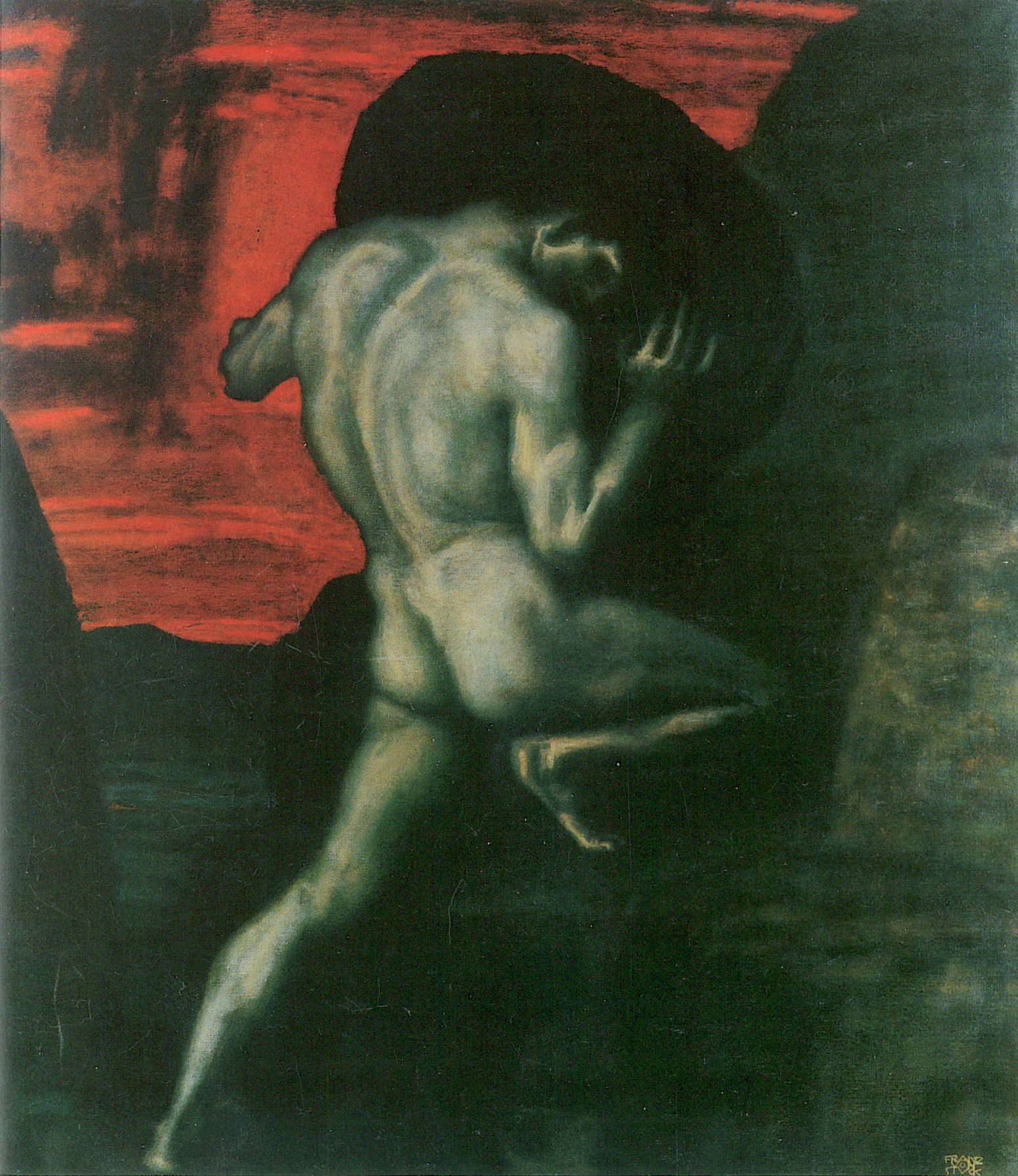
Sisyphus, 1920, Franz von Stuck.

Es un tema frecuentemente representado como metáfora del esfuerzo inútil del ser humano. El pintor Franz von Stuck tiene una obra homónima de 1920.

## Descripción de la obra
En una ladera empinada en medio del Hades, el legendario fundador de Corinto transporta con gran esfuerzo una pesada roca, que al llegar a la cima, caerá como consecuencia del castigo eterno al que le condenó Zeus por haberle traicionado.